# Списак шампиона АБА лиге
Финале Америчке кошаркашке асоцијације (АБА) је била шампионска серија АБА лиге, професионалне кошаркашке лиге, у којој су два тима играла међусобно за титулу. АБА је формирана у јесен 1967. године, а прво АБА финале је одиграно на крају прве сезоне лиге у пролеће 1968. године. Лига је престала са радом 1976. године  спајањем АБА и НБА и четири тима из АБА су наставила да играју у Националној кошаркашкој асоцијацији.
Сва АБА финала су била у формату најбољи од седам и такмичили су се између победника Источне дивизије и победника Западне дивизије. Једини тимови који су више пута освојили шампионат били су Индијана пејсерси и Њујорк нетси. Индијана пејсерси су првобитно играли у АБА финалу 1969. године, које су изгубили од Окланд окса, али су следеће године освојили шампионат против Лос Анђелес старса. Поново су победили у АБА финалу 1972. године, своју прву после преласка у Западну дивизију, против Њујорк нетса и освојили своје последње АБА првенство против Кентаки колонелса 1973. Њујорк нетси су освојили свој први шампионат 1974. године у утакмицом у финалу против Јута старса, а други против Денвер нагетса 1976. године.
Последње АБА финале је било 1976. године, након чега је дошло до спајања АБА и НБА, три од четири тима који су наставили у НБА су успели или освојили АБА финале.

## Објашњење
| Подебљано | Победнички тим АБА финала                                           |
| †         | Имао или изједначен за најбољи рекорд регуларне сезоне за ту сезону |
| екипа (X) | Означава колико је пута тим победио                                 |

## Шампиони
| Подебљано | Победнички тим АБА финала         |
| Курзив    | Екипа са предношћу домаћег терена |

| Година | Шампион запада                      | Тренер       | Резултат | Шампион истока               | Тренер       | Референца |
| ------ | ----------------------------------- | ------------ | -------- | ---------------------------- | ------------ | --------- |
| 1968.  | Њу Орлеанс баканирси (1, 0 : 1)     | Бејб Мекарти | 3 : 4    | Питсбург пајперси (1, 1 : 0) | Винс Казета  | [ 2 ]     |
| 1969.  | Окланд окси (1, 1 : 0)              | Алекс Ханум  | 4 : 1    | Индијана пејсерси (1, 0 : 1) | Боби Леонард | [ 4 ]     |
| 1970.  | Лос Анђелес старси (1, 0 : 1)       | Бил Шарман   | 2 : 4    | Индијана пејсерси (2, 1 : 1) | Боби Леонард | [ 5 ]     |
| 1971.  | Јута старси (2, 1 : 1)              | Бил Шарман   | 4 : 3    | Кентаки колонелси (1, 0 : 1) | Френк Рамзи  | [ 10 ]    |
| 1972.  | Индијана пејсерси (2)[a] (3, 2 : 1) | Боби Леонард | 4 : 2    | Њујорк нетси (1, 0 : 1)      | Лу Карнесека | [ 6 ]     |
| 1973.  | Индијана пејсерси (3) (4, 3 : 1)    | Боби Леонард | 4 : 3    | Кентаки колонелси (2, 0 : 2) | Џо Малени    | [ 7 ]     |
| 1974.  | Јута старси (3, 1 : 2)              | Џо Малени    | 1 : 4    | Њујорк нетси (2, 1 : 1)      | Кевин Логери | [ 8 ]     |
| 1975.  | Индијана пејсерси (5, 3 : 2)        | Боби Леонард | 1 : 4    | Кентаки колонелси (3, 1 : 2) | Хаби Браун   | [ 11 ]    |

Пошто је АБА смањена на седам тимова до средине последње сезоне, лига је напустила игру у дивизијама.
| Година | Виша позиција             | Тренер     | Резултат | Нижа позиција               | Тренер       | Референца |
| ------ | ------------------------- | ---------- | -------- | --------------------------- | ------------ | --------- |
| 1976.  | Денвер нагетси (1, 0 : 1) | Лери Браун | 2 : 4    | Њујорк нетси (2) (3, 2 : 1) | Кевин Логери | [ 9 ]     |

## Екипна остварења
| Екипа                     | Учешћа у финалу | Шампион | Другопласирани | Шампион година   | Финалиста година |
| ------------------------- | --------------- | ------- | -------------- | ---------------- | ---------------- |
| Индијана пејсерси         | 5               | 3       | 2              | 1970, 1972, 1973 | 1969, 1975       |
| Њујорк нетси              | 3               | 2       | 1              | 1974, 1976       | 1972             |
| Кентаки колонелси         | 3               | 1       | 2              | 1975             | 1971, 1973       |
| Лос Анђелес / Јута старси | 3               | 1       | 2              | 1971             | 1970, 1974       |
| Оукланд оукси             | 1               | 1       | 0              | 1969             | —                |
| Питсбург пајперси         | 1               | 1       | 0              | 1968             | —                |
| Денвер нагетси            | 1               | 0       | 1              | —                | 1976             |
| Њу Орлеанс баканирси      | 1               | 0       | 1              | —                | 1968             |

## Белешке
- a  Индијана пејсерси су се преселили из Источне у Западну дивизију између сезона 1969/70 и 1970/71.[12]